# CIA 대테러 센터
CIA 대테러 센터(CTC, Counterterrorism Center)는 CIA 산하에 설립된 대테러 센터이다.

## 역사
1986년 설립되었다. CIA의 국가 비밀 공작국(National Clandestine Service) 소속이다. 2006년 이후, 센터장은 보안상 이유로 실명이 공개되지 않는다. "Roger"(롸저)란 이름으로 불린다.

## GRS
2016년 미국 대통령 선거의 핵심 이슈인 힐러리 클린턴 이메일 논쟁에 등장하는 리비아 벵가지의 CIA GRS 요원이 매우 유명하다. 영화 13시간 참조. GRS(Global Response Staff) 팀은 2001년 911 테러 이후 창설된 CIA 대테러 센터 소속 비밀요원이다.

## 국가 대테러 센터
미국은 CIA 대테러 센터(CTC, Counterterrorism Center) 말고, FBI 등 여러 정보기관과 모두 합동하여 구성된 국가 대테러 센터(NCTC, National Counterterrorism Center)도 있다. 한국은 이를 따라해 테러방지법 논쟁을 장시간 여야가 다투었다. 국정원 대테러 센터냐 국무총리 국무조정실 산하 국가 대테러 센터냐를 놓고 심하게 다투었다. 미국은 둘 다 별도로 설치되어 있다.

## 같이 보기
- 영화 13시간
- 대테러센터